# 포틀랜드 피닉스
GPS 포틀랜드 피닉스(GPS Portland Phoenix), MPS 포틀랜드 피닉스, 줄여서 포틀랜드 피닉스는 미국 메인주 포틀랜드를 연고지로 하는 아마추어 축구팀이다. USL 프리미어 디벨로프먼트 리그에 참가하고 있으며 첫 시즌에는 오타와 퓨어리와 함께 16강 플레이오프에 진출하였다.